# Hełm korkowy

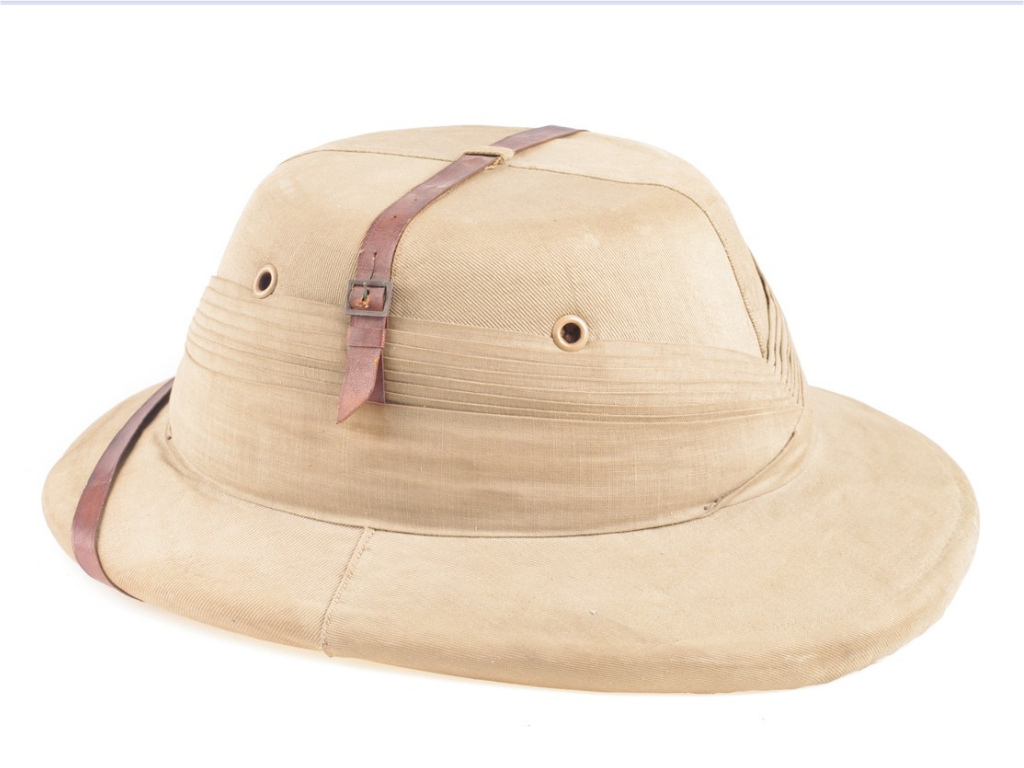
Hełm korkowy

Hełm korkowy (tropikalny) – rodzaj kapelusza (kasku) wykonanego z korka lub rdzenia pnia, dobrze izolującego głowę przed wpływem promieni słonecznych. Ze względu na swoje właściwości popularnie używany na obszarach tropikalnych (zwłaszcza przez Europejczyków w okresie kolonialnym).

## Historia

### Początki
Pierwsze proste hełmy korkowe pojawiły ok. 1840 roku w Indiach podczas wojny angielsko-sikhijskiej, ale popularność zdobyły trzydzieści lat później, gdy zaczęły z nich korzystać europejskie armie w swoich zamorskich koloniach. Z kolei podczas wojny filipińsko-amerykańskiej Filipińczycy, oprócz słomianych kapeluszy i swoich tradycyjnych salakotów nosili także hełmy korkowe otrzymane od Hiszpanów.
Pierwsze hełmy miały małe daszki z przodu i z tyłu, wokół przepasane były białą tkaniną, a po bokach miały dziurki do wentylacji. W wersjach wojskowych często umieszczano z przodu metalowe insygnia, które ozdabiano mosiężnym szpikulcem lub sferycznym kwiatonem. Podpinki wykonywano ze skóry albo z mosiężnego łańcuszka w zależności od okoliczności.

### Okres kolonialny

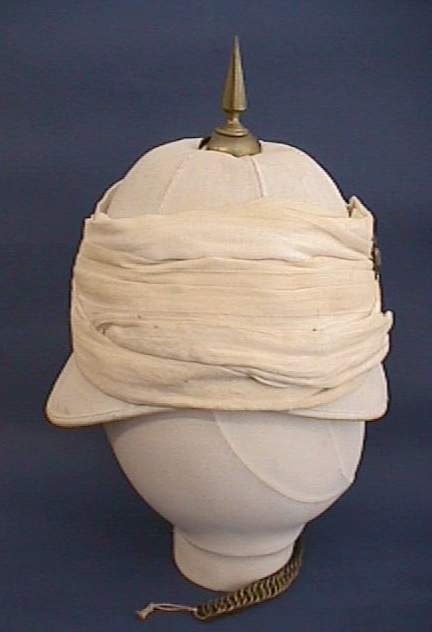
Brytyjski wojskowy hełm kolonialny z XIX wieku

W okresie kolonialnym hełmy zaczęły zdobywać szerszą popularnością podczas powstania sipajów w latach 1857–1859. W powszechnym użyciu znalazły się podczas powstania Aszanti (1873), wojny zuluskiej (1878–1879) oraz kampaniach w Indiach, Birmie, Egipcie i Afryce Południowej, gdzie były wykorzystywane przez oddziały brytyjskie.
Podczas wojny angielsko-zuluskiej, brytyjscy żołnierze farbowali swoje białe hełmy herbatą, błotem lub innymi prowizorycznym sposobami próbowali je zakamuflować. W późniejszym okresie hełmy w kolorze khaki stały się standardowym wyposażeniem oddziałów stacjonujących w tropikach.
Przez długi czas hełm korkowy był silnie związany głównie z Anglikami i Francuzami. Pozostałe europejskie mocarstwa kolonialne zaczęły go używać pod koniec XIX i na początku XX wieku. Holendrzy nosili hełmy przez całą wojnę o Aceh (1873–1914), a Amerykanie zaadaptowali go w latach 80. XIX wieku.
Z czasem zaczęli go używać różni europejscy oficerowie dowodzący tubylczymi oddziałami w Azji i Afryce oraz cywilni urzędnicy. Białe korkowe hełmy nosili również europejscy żołnierze służący w zamorskich koloniach.
Równocześnie z wojskowymi hełmami zaadaptowano w Wielkiej Brytanii podobne nakrycia głowy, które były używane w kraju i za granicą. Od wersji tropikalnej różniły się kolorem przepaski i szpikulca, a wyglądem przypominały niemieckie pikielhauby. Większość brytyjskiej piechoty, artylerzyści oraz inżynierowie nosili je do 1902 roku. Rok później stały się one pełnoprawną częścią munduru polowego i w takiej formie były używane do 1914 roku. Jeszcze dziś są noszone przez niektóre brytyjskie orkiestry podczas różnych uroczystości. Hełmy te są blisko związane z nakryciami głowy, których obecnie używają policjanci w Anglii i Walii.
W latach 1881–1901 hełmów w kolorze niebieskim według brytyjskiego wzorca używała również amerykańska armia, a pod koniec XIX wieku podobne kształtem, czarne nakrycia głowy nosili wiktoriańscy policjanci.

### XX wiek

#### Hełm Garneta Wolseleya

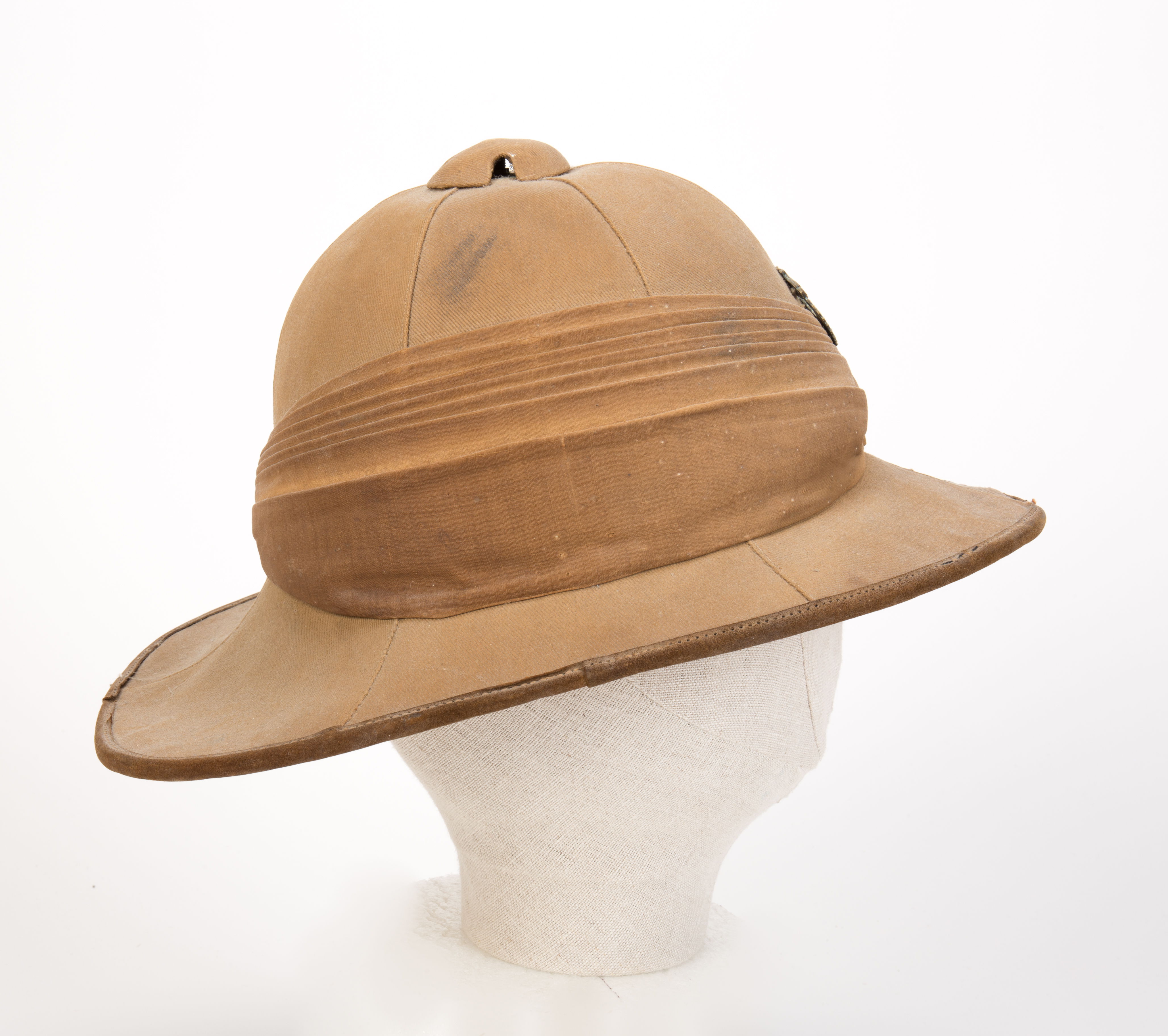
Hełm korkowy projektu Garneta Wolseleya (P1902)

Na przełomie XIX i XX wieku sir Garnet Wolseley spopularyzował nowy model dotychczas używanego hełmu. W nowej wersji ujednolicono jego rozmiar, zakrzywiono brzegi, dzięki czemu polepszyła się ochrona przed słońcem i dodano regulowany skórzany podbródek. Już na początku XX wieku model ten przyjął się w kanadyjskich jednostkach.
W pierwszej połowie XX wieku często z cywilnym strojem nosili go brytyjscy koloniści, dyplomaci i konsulowie służący w tropikalnym klimacie. Z przodu umieszczano pozłacaną odznakę królewską, a gubernatorzy i gubernatorzy generalni dodatkowo nosili czerwone i białe łabędzie pióra.

#### II wojna światowa

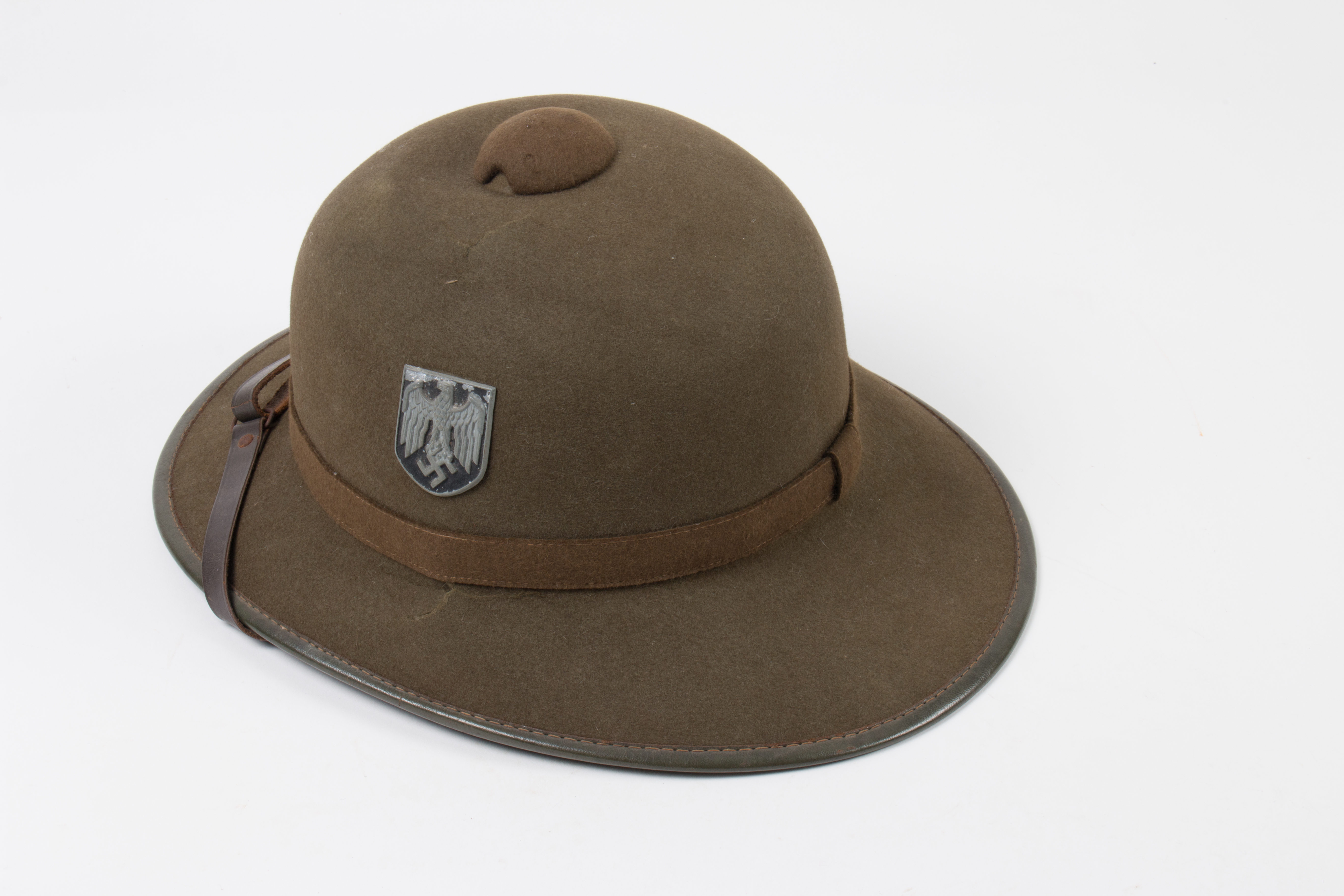
Niemiecki hełm korkowy z okresu II wojny światowej

Podczas II wojny światowej hełm korkowy był w powszechnie używany przez Brytyjczyków, Turków, Belgów, Francuzów oraz Niemców walczących w Afryce i na Bliskim Wschodzie.
Tego typu hełmy (ale bez prawdziwego korkowego materiału) wykorzystywali też podczas II wojny Japończycy i Amerykanie walczący w gorącym równikowym klimacie oraz Włosi w Północnej Afryce i niemieckie oddziały Afrika Korps. Powszechnie stosowane były one również na Filipinach.
W 1948 roku Brytyjska Armia formalnie zniosła hełmy korkowe, ale w innych krajach pozostały one w użyciu. Do czasu obalenia w 1974 r. cesarza Haile Selassie I nosiła je Etiopska Straż Imperialna, a podczas wojny koreańskiej Batalion „Kagnew”.

### Współczesność

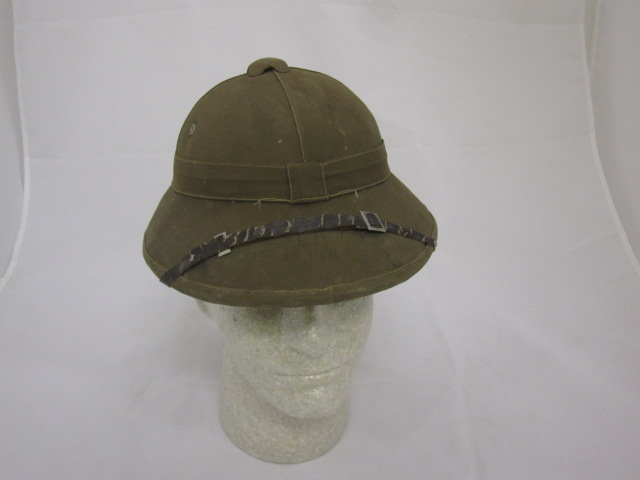
Wietnamski hełm korkowy z okresu wojny wietnamskiej

Dzięki swojej funkcjonalności hełmy korkowe zaczęły w ostatnich latach powracać do ponownego użycia i są wykorzystywane m.in. podczas pieszych wycieczek, safari, w ogrodnictwie i innych plenerowych działaniach. Obecnie są dostępne w czterech podstawowych typach:
- model francuski – najbardziej funkcjonalny z hełmów, który posiada szerokie brzegi, dzięki czemu lepiej chroni przed słońcem i ma regulowaną podpinkę. Produkowany jest głównie w Wietnamie, gdzie projekt ten został odziedziczony po francuskich kolonialnych wzorach. Podobnie jak inne cywilne hełmy może być nasączony wodą, by chłodzić głowę w upalne dni.
- model indyjski – jest to niemal taki sam jak model francuski, ale ma nieznacznie węższe brzegi i kwadratową kopułkę.
- model afrykański – używany głównie na sawannach lub w dżunglach Afryki. Przeważnie jest w kolorze khaki – szarym i ma te same wymiary oraz kształt co hełm indyjski.
- model Wolseleya – ta wersja hełmu została nazwana po sir Garnecie Wolseleyu (choć to nie on był jego projektantem) i była powszechnie używana przez brytyjską armię i kolonistów od 1900 roku[6]. Od innych modeli różni się bardziej pochylonymi brzegami oraz wydłużonymi daszkami z przodu i z tyłu. Ma też wyższą i bardziej stożkowatą kopułkę niż pozostałe zaokrąglone hełmy. W tym nakryciu często przedstawiany jest stereotypowy „odkrywca”.